# Sacriston
Sacriston est un village et une paroisse civile du comté de Durham, en Angleterre. Il est situé à environ cinq kilomètres au nord de la ville de Durham. La population totale de cet endroit prise au recensement de 2011 était de 6 613 personnes.

## Histoire
Bien que la région soit peuplée depuis l'âge de bronze, le premier établissement recensé remonte au XIIIe siècle, à Sacristan's Heugh. Selon les anciennes cartes, il était autrefois connu sous le nom de Segerston Heugh et est connu des habitants actuels sous le nom de Segga. Cette ferme et ce manoir étaient autrefois la résidence du Sacristan, un moine qui occupait la fonction de sacristain du monastère de la cathédrale de Durham. Le sacristain était chargé de fournir tout ce qui était nécessaire aux services de la cathédrale : le pain et le vin, les vêtements. Il était également responsable des réparations de la cathédrale de Durham. Les fonds nécessaires à l'accomplissement de ces tâches officielles provenaient du domaine de Sacristan's Heugh, qui a finalement été démoli peu après la Seconde Guerre mondiale.

## Histoire minière
Le puits de Sacriston Colliery a été creusé en 1838 et dans les années 1890, la mine employait 600 hommes, produisant 1 000 tonnes de charbon par jour.

### Incident de 1903
Le lundi 16 novembre 1903, l'eau envahit le 3e district ouest du filon Busty. L'inondation a tué deux mineurs : John Whittaker (25 ans) et Thomas McCormick (52 ans) . La tradition de la famille McCormick (source Harry McCormick) veut que Gregory, le fils de Thomas McCormick, ait dû être empêché de se précipiter dans l'inondation. Lorsque les travaux ont été pompés, un autre homme, Robert Richardson, a été retrouvé le vendredi debout sur son bac à charbon, après avoir été bloqué dans l'obscurité, entouré d'eau sale pendant 92 heures.
« L'enquête a été ouverte par M. Coroner Graham le 20 novembre et ajournée jusqu'au 9 décembre, date à laquelle les témoignages ont été recueillis. Le jury a rendu un verdict selon lequel les deux hommes se sont noyés accidentellement et que, en raison des circonstances particulières, la direction n'était pas à blâmer. »
La Royal Humane Society a décerné sa médaille d'argent à six responsables de la mine. L'enquête n'a duré que cinq heures. Voir le reportage du Durham County Advertiser.

### Incident de 1940
Le 4 décembre 1940, une chute de pierres sur l'une des zones de travail a tué 5 mineurs. 
- Joseph Welsh, 46 ans
- George W. Scott, 39 ans
- William Richardson, 50 ans
- William Smith, 40 ans
- John William Britton, 47 ans .

### Déclin et fin de l'exploitation minière
En raison de l'épuisement des veines de charbon épaisses, en 1979 seules 1 500 tonnes de charbon de qualité étaient produites par semaine . La dernière extraction de charbon a eu lieu le 15 novembre 1985 et le charbonnage a fermé le 28 décembre 1985. La fermeture de la fosse a entraîné le chômage et des problèmes sociaux. Sacriston a évité la classification D en 1985 en raison de la privation sociale et de la mauvaise qualité des logements. Il reste peu de traces des opérations minières, la zone autour de l'ancienne mine de charbon ayant été aménagée et transformée en forêt. Quelques bâtiments liés à l'exploitation minière subsistent, dont le plus grand sert aujourd'hui de dépôt pour les véhicules de ramassage des ordures de la municipalité, tandis que les fondations des bâtiments démolis de la mine sont visibles par endroits dans le bois. Sacriston Wood est désormais une réserve naturelle de 30 hectares.

## Personnes notables
- Melvyn Betts (né en 1975), ancien joueur de cricket de Durham, Warwickshire et Middlesex, né à Sacriston.
- Wendy Craig (née en 1934), actrice anglaise, née à Sacriston.
- Sir Bobby Robson (1933-2009), joueur et entraîneur de football, né à Sacriston.
- Kevan Jones (né en 1964), député de la région, vit à Sacriston, où il a également son bureau de circonscription.